# Цогтцэций
Цогтцэций (монг. Цогтцэций?, ᠴᠣᠭᠲᠤᠴᠡᠴᠡᠢ?, монг. Цогтцэций сум?, ᠴᠣᠭᠲᠤᠴᠡᠴᠡᠢ
ᠰᠤᠮᠤ?) — сомон монгольского аймака Умнеговь (Южно-Гобийского аймака). Центр — Баруун — расположен в 120 км от административного центра сомона — города Даланзадгад. Расстояние до столицы страны Улан-Батора — 670 км. Граничит с сомонами Цогт-Овоо, Манлай, Баян-Овоо, Ханхонгор, Ханбогд, Номгон и Даланзадгад.
Площадь — 7 246 км². На территории расположены горы Бага Шанхай, Их, Цэций и др. Наинизшая точка — 1 192 м. В 15 км к юго-западу от центра сомона находится каменноугольное месторождение Таван-Толгой — одно из крупнейших по размеру запасов в мире. Также есть месторождения известняка, меди, фарфора.
Животный мир представлен лисами, волками, косулями, аргалами, дикими козами, зайцами, тарбаганами. В 2010 году в сомоне насчитывалось 34 054 голов скота, в 2014 — 75 156.
На территории сомона имеются школа, больница, туристические базы.

## Достопримечательности

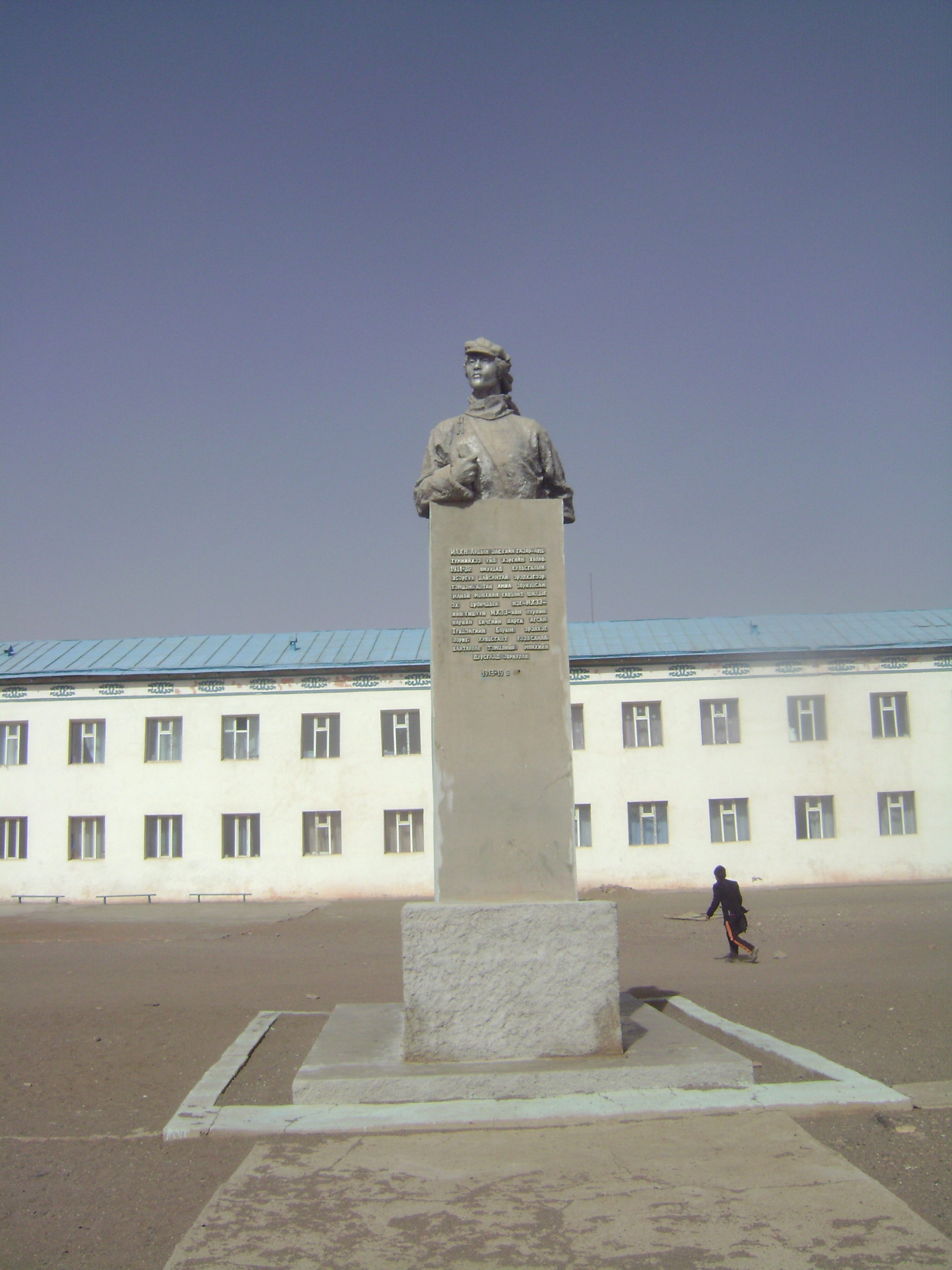
Памятник Тувдэнгийн Бор в Цогтцэций

- Установлен памятник Тувдэнгийн Бор (1913—1932), Герою Монгольской Народной Республики.